# Ville-Langy
Ville-Langy est une commune française située dans le département de la Nièvre, en région Bourgogne-Franche-Comté.

## Géographie

### Climat
Pour des articles plus généraux, voir Climat de la Bourgogne-Franche-Comté et Climat de la Nièvre.
En 2010, le climat de la commune est de type climat océanique dégradé des plaines du Centre et du Nord, selon une étude du Centre national de la recherche scientifique s'appuyant sur une série de données couvrant la période 1971-2000. En 2020, Météo-France publie une typologie des climats de la France métropolitaine dans laquelle la commune est exposée à un climat océanique altéré et est dans la région climatique  Centre et contreforts nord du Massif Central, caractérisée par un air sec en été et un bon ensoleillement. 
Pour la période 1971-2000, la température annuelle moyenne est de 11 °C, avec une amplitude thermique annuelle de 16,1 °C. Le cumul annuel moyen de précipitations est de 885 mm, avec 13,1 jours de précipitations en janvier et 7,8 jours en juillet. Pour la période 1991-2020, la température moyenne annuelle observée sur la station météorologique de Météo-France la plus proche, « Ourouer », sur la commune de Vaux d'Amognes à 19 km à vol d'oiseau, est de 11,3 °C et le cumul annuel moyen de précipitations est de 889,3 mm. 
La température maximale relevée sur cette station est de 41,5 °C, atteinte le 7 août 2003 ; la température minimale est de −13,5 °C, atteinte le 1er mars 2005,,. 
Les paramètres climatiques de la commune ont été estimés pour le milieu du siècle (2041-2070) selon différents scénarios d'émission de gaz à effet de serre à partir des nouvelles projections climatiques de référence DRIAS-2020. Ils sont consultables sur un site dédié publié par Météo-France en novembre 2022.

## Urbanisme

### Typologie
Au 1er janvier 2024, Ville-Langy est catégorisée commune rurale à habitat dispersé, selon la nouvelle grille communale de densité à sept niveaux définie par l'Insee en 2022.
Elle est située hors unité urbaine. Par ailleurs la commune fait partie de l'aire d'attraction de Nevers, dont elle est une commune de la couronne,. Cette aire, qui regroupe 93 communes, est catégorisée dans les aires de 50 000 à moins de 200 000 habitants,.

### Occupation des sols
L'occupation des sols de la commune, telle qu'elle ressort de la base de données européenne d’occupation biophysique des sols Corine Land Cover (CLC), est marquée par l'importance des territoires agricoles (77,9 % en 2018), une proportion identique à celle de 1990 (77,9 %). La répartition détaillée en 2018 est la suivante : prairies (38,9 %), terres arables (36,1 %), forêts (20,3 %), zones agricoles hétérogènes (2,9 %), zones urbanisées (1,8 %). L'évolution de l’occupation des sols de la commune et de ses infrastructures peut être observée sur les différentes représentations cartographiques du territoire : la carte de Cassini (XVIIIe siècle), la carte d'état-major (1820-1866) et les cartes ou photos aériennes de l'IGN pour la période actuelle (1950 à aujourd'hui).

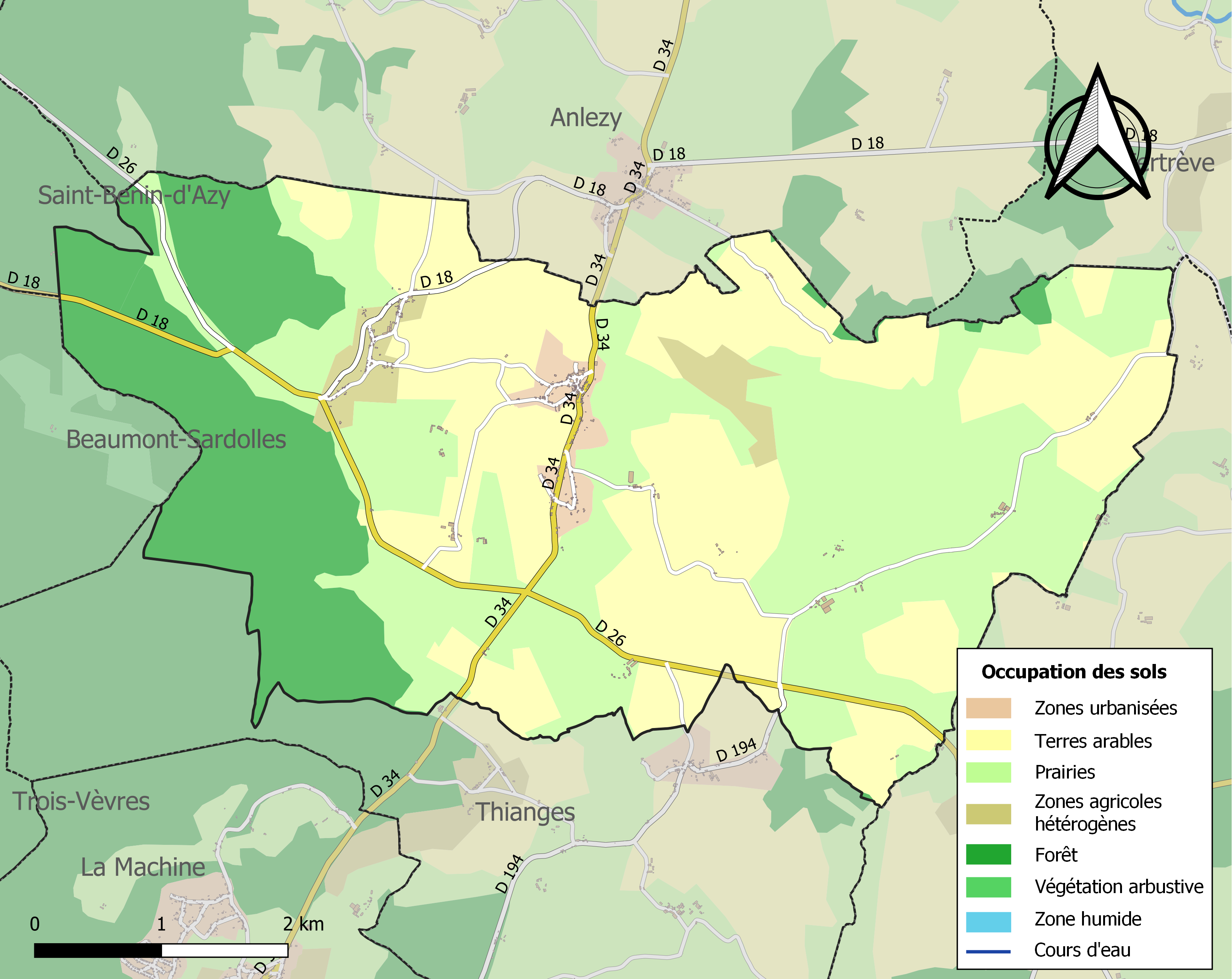
Carte des infrastructures et de l'occupation des sols de la commune en 2018 (CLC).

## Histoire
Ville-Langy fut longtemps nommée Ville-lès-Anlezy. Son nom vient sans aucun doute du latin « villa » (ferme ou grand domaine agricole) et probablement d'un anthroponyme gaulois (Anlezi-acos ou Langi-acos qui signifient « appartenant à Anlezi/à Langi » -« acos » étant un suffixe gaulois précisant l'appartenance).
Il y a deux paroisses à l'origine : la paroisse de Langy et celle de Saint-Péréville-lès-Anlezy . En 1139 sous le règne de Louis XII le Jeune, l'église de Ville est donnée aux chanoines de la cathédrale de Nevers. En 1144-1145, une bulle du pape Lucius II donne pouvoir au chapitre de la cathédrale de nommer, entre autres le curé de Ville. Le 5 mai 1283, l'évêque de Nevers, Gilles Ier de Château-Renaud divise le diocèse en deux circonscriptions (archidiaconés). Les curies de Ville (cura de VILLA supra ANLEZIACUM) et Langy (cura de LANGIACO), le prieuré de Langy (Prioratus de LANGIACO) et la léproserie de Ville (Leprosaria de VILLA supra ANLEZIACUM) font partie d'un des 4 archiprêtrés de DECIZE : celui de Thianges. C'est ainsi que cette toute petite paroisse se voit attribuer juridiction sur 43 cures ou prieurés dont une grande partie couvre les AMOGNES.
Au cours des siècles et jusqu'à la Révolution, de nombreux curés de Ville officieront donc aussi à Thianges. Une église est érigée à la fin du XIIe siècle à Langy. Un registre ecclésiastique du XVe siècle mentionne aussi l'existence d'une léproserie dépendant de l'Évéché, sur la paroisse. Le fief de Chassy jouxtant Ville-Langy à l'ouest de la paroisse, appartenait aux familles de Caroble et Andras .
À la Révolution, la commune perd son « Saint » comme toutes les communes dont le nom était construit sur un patronyme de saint, et devient Ville-lès-Anlezy. Le hameau de Langy est rattachée à Ville-lès-Anlezy par ordonnance royale du 18 mai 1833. Enfin par décret du 18 août 1899, la commune prend le nom de Ville-Langy. En 1886, elle comptait 741 habitants.
-Source : La Voix des Amognes-

## Politique et administration
| Période                                  | Période  | Identité   | Étiquette | Qualité  |
| ---------------------------------------- | -------- | ---------- | --------- | -------- |
| mars 2001                                | en cours | Jean Théry |           | Retraité |
| Les données manquantes sont à compléter. |          |            |           |          |

## Démographie
L'évolution du nombre d'habitants est connue à travers les recensements de la population effectués dans la commune depuis 1793. Pour les communes de moins de 10 000 habitants, une enquête de recensement portant sur toute la population est réalisée tous les cinq ans, les populations de référence des années intermédiaires étant quant à elles estimées par interpolation ou extrapolation. Pour la commune, le premier recensement exhaustif entrant dans le cadre du nouveau dispositif a été réalisé en 2007.

En 2022, la commune comptait 237 habitants, en évolution de −10,23 % par rapport à 2016 (Nièvre : −3,28 %, France hors Mayotte : +2,11 %).
| 1793 | 1800 | 1806 | 1821 | 1831 | 1836 | 1841 | 1846 | 1851 |
| ---- | ---- | ---- | ---- | ---- | ---- | ---- | ---- | ---- |
| 466  | 456  | 522  | 492  | 476  | 595  | 637  | 654  | 686  |

| 1856 | 1861 | 1866 | 1872 | 1876 | 1881 | 1886 | 1891 | 1896 |
| ---- | ---- | ---- | ---- | ---- | ---- | ---- | ---- | ---- |
| 680  | 667  | 700  | 724  | 713  | 714  | 741  | 717  | 684  |

| 1901 | 1906 | 1911 | 1921 | 1926 | 1931 | 1936 | 1946 | 1954 |
| ---- | ---- | ---- | ---- | ---- | ---- | ---- | ---- | ---- |
| 619  | 590  | 507  | 444  | 449  | 402  | 370  | 417  | 414  |

| 1962 | 1968 | 1975 | 1982 | 1990 | 1999 | 2006 | 2007 | 2012 |
| ---- | ---- | ---- | ---- | ---- | ---- | ---- | ---- | ---- |
| 402  | 377  | 314  | 308  | 308  | 299  | 289  | 287  | 295  |

| 2017 | 2022 | - | - | - | - | - | - | - |
| ---- | ---- | - | - | - | - | - | - | - |
| 252  | 237  | - | - | - | - | - | - | - |

## Lieux et monuments
L'église Saint-Pierre (XIIe-XVIe-XIXe siècles) :
Reconstruite en 1870 et aujourd'hui entièrement rénovée. On peut y admirer les chapiteaux du XIIe siècle sculptés de feuilles d'acanthe (motif ornemental inspiré des feuilles profondément découpées d'espèces méditerranéennes) terminées par des têtes, vestiges de l'ancienne église. De style roman à l'origine, et de plan carré, elle fut transformée par l'adjonction de chapelles ornées de fenêtres gothiques. La chapelle sud est voûtée sur croisée d'ogives prismatiques à retombées sculptées, abîmées aujourd'hui. La chapelle nord est voûtée en berceau. L'abside en cul-de-four ovoïde est percée de fenêtres carrées modernes. Le portail est en saillie. La nef et le clocher ont été restaurés au XIXe siècle.
Le manoir de Chouy (XVe-XVIe siècles) et la Vallée de l'Andarge :
En 1318, Chouis est un petit fief appartenant à Alodis de Chouis. Il passe ensuite à la famille Gentils, puis de Gentils, seigneurs d'Auzon (Lucenay-lès-Aix). Il reste longtemps leur propriété avant de passer aux Chouis, aux Ecots, aux la Cave. On y retrouve en 1467 Jean, un des 100 gentilshommes de la Maison du Roy, puis en 1687 Antoine. Il passe ensuite à la famille de Changy (dame Marguerite Ollivier, veuve de Changy en 1678 puis Hugues Nicolas) avant d'échoir aux Pinet des Ecots. En 1884, J. Cognard, menuisier à la Chapelle, va fabriquer pour 1000 Francs, les bancs de la nouvelle église voisine de Thianges inaugurée en 1875.Ce petit manoir fortifié possède un corps de logis abrité derrière une tour ronde à 3 étages, à vocation défensive.Deux petits bâtiments ont été rajoutés de chaque côté du corps principal, dont un qui s'avance en équerre.
Le hameau de Chassy, ses sources et ses lavoirs.
-Source : La Voix des Amognes-